# Wildenfels (Adelsgeschlecht)

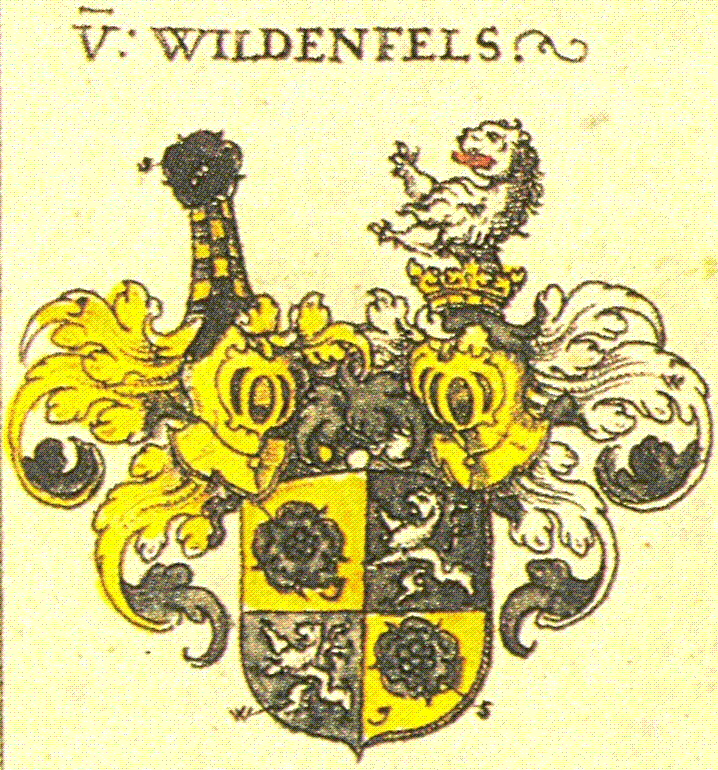
Familienwappen bei Siebmacher

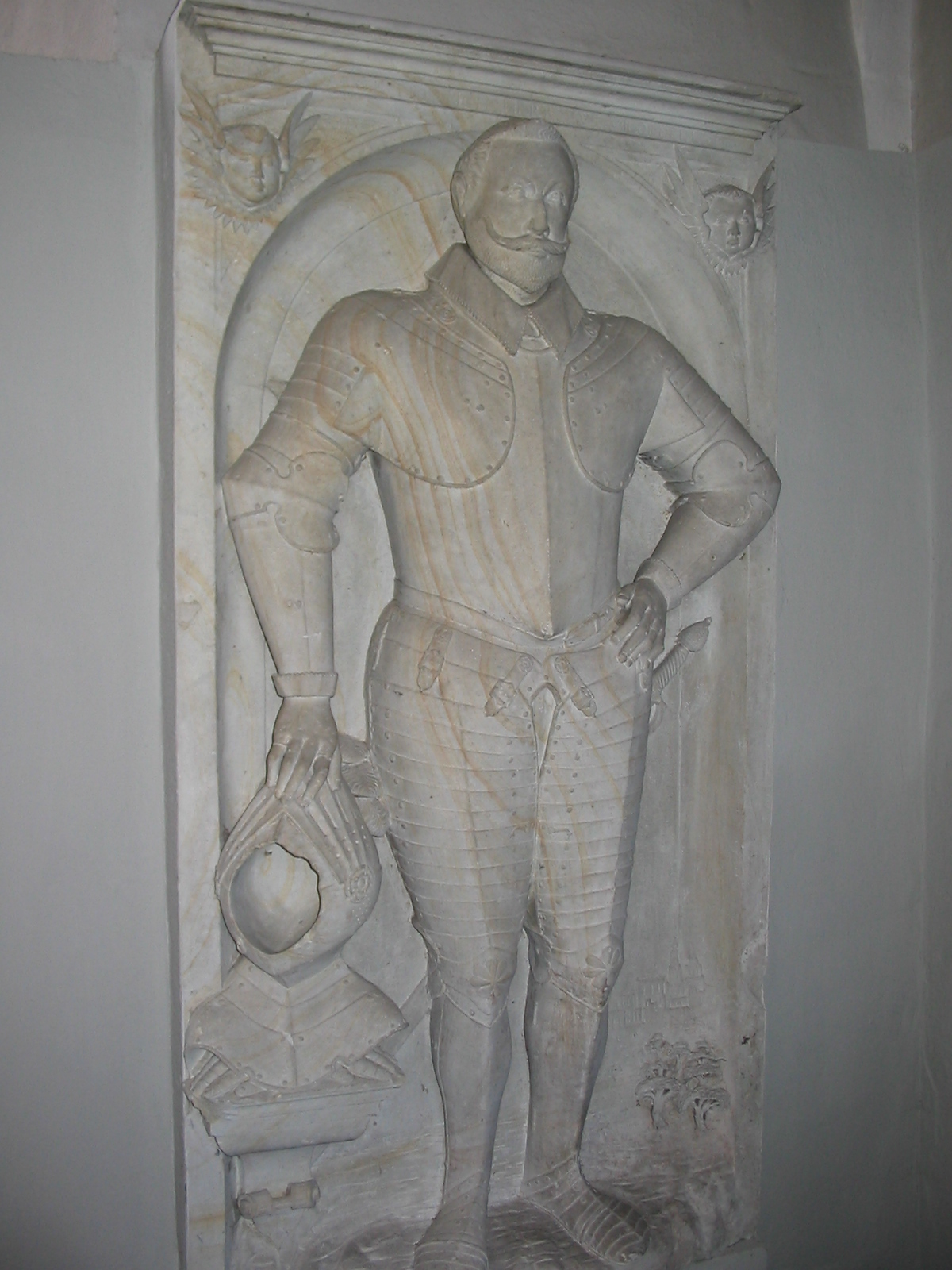
Epitaph des Anarg Friedrich von Wildenfels

Die Familie von Wildenfels war ein sächsisches Adelsgeschlecht.

## Ursprung und Verbreitung
Namensgebender Stammsitz war Wildenfels mit Schloss Wildenfels und der Herrschaft Wildenfels. Der reichsfreien Familie folgte die Familie von Solms-Wildenfels nach.
Ein anderes Adelsgeschlecht gleichen Namens findet sich im mittelfränkischen Wildenfels.

## Wappen
Der Wappenschild ist geviert mit einer schwarzen Rose auf goldenem Grund und einem silbernen Löwen auf schwarzem Grund im Wechsel. Die erste Helmzier ist ein Hut mit einer Rose am Ende in Gold und Schwarz und gleichfarbigen Helmdecken. Die zweite Helmzier ist gekrönt und zeigt einen silbernen Löwen mit Helmdecken in Silber und Schwarz. Der Heraldiker Johann Siebmacher führt die Familie als Herr.

## Persönlichkeiten
- Anarg zu Wildenfels (* um 1490; † 1539)
- Heinrich von Wildenfels (* 1525; † 1558)
- Anarg Friedrich von Wildenfels (* 1555; † 26. Februar 1602)